# Dvärgpåskrislav
Dvärgpåskrislav (Stereocaulon nanodes) är en lavart som beskrevs av Tuck. Dvärgpåskrislav ingår i släktet Stereocaulon och familjen Stereocaulaceae.  Arten är reproducerande i Sverige. Inga underarter finns listade i Catalogue of Life.